# 奧嘉·西碧爾
奧嘉·西碧爾（英語：Olga Sybil，1994年10月1日—），本名「Olga Anatolevna Magdebura（俄语：Ольга Анатольевна Магдебура）」，烏克蘭女性色情演員及成人模特兒。

## 簡歷
奧嘉·西碧爾從小在烏克蘭首都基輔長大，2013年修畢基輔經濟法律大學（Kyiv University of Economics and Law of the CRIC / KROK University）經濟系學士課程，擁有房地產評估師的專業技能，2010至2014年間曾任職歐瑞蓮化妝品有限公司顧問、「CredEx」銀行客戶聯絡員和怡麗絲爾客戶服務員。2014年，她獲裸體攝影網站「MET-Art」旗下攝影師「Arkisi」相中，以業餘性質擔任模特兒，之後因多次投考空中服務員失敗，才正式轉當成人模特兒，亦使用「Davina E.」、「Kailena」、「Dani」等多個藝名拍攝逾百組照片，受到不少網民歡迎。
直至2017年初，奧嘉·西碧爾透過「Sybil A」名義出道成為色情演員，現時除了拍攝「Tushy」、「Blacked Raw」及「惡魔天使（Evil Angel）」等不同成人視頻製造商的作品，也經常擔任歐洲限制級電視節目嘉賓。

## 曾獲獎項與提名
| 年份   | 獎項                                                                                                | 結果 |
| 2020年 | 第37屆AVN獎「最佳外地性愛場景（女女） -《Glamorous – Stunning（Seduced by My Best Friend、DVD）》」 | 提名 |